# Hitch – Din guide till en lyckad date
Hitch – Din guide till en lyckad date är en amerikansk romantisk komedifilm från 2005 med Will Smith, Eva Mendes, Kevin James och Amber Valletta i huvudrollerna. Filmen regisserades av Andy Tennant efter manus av Kevin Bisch. Smith spelar en professionell datingexpert som lever på att lära män uppvakta kvinnor.

## Handling
Will Smith spelar Alex "Hitch" Hitchens, vars ryktbarhet bland sina klienter är mycket god men han väljer ändå att vara okänd. Hitch är nämligen den mest framgångsrike datingexperten i New York. Mot ersättning har han hjälpt flera förtvivlade män att få sina drömkvinnor – ingen utmaning är för stor för Hitch. Nu ska han hjälpa Albert (Kevin James), en i raden av jetset-tjejen Allegra Coles (Amber Valletta) skattekonsulter. Att hjälpa denne blyge och överviktige skatterådgivare blir dock en utmaning för Hitch. Samtidigt har han träffat Sara (Eva Mendes), skvallerjournalist, som hårdbevakar Allegras privatliv.

## Kritik
Vid den svenska premiären i mars 2005 fick filmen dålig kritik. I Svenska Dagbladet kallades den för "en luftig marängsmet som man snabbt glömmer bort". I Expressen kallades filmen för "en lättviktig och elegant bagatell" men recensenten ansåg att Will Smith räddade filmen.

## Rollista (i urval)
- Will Smith - Alex "Hitch" Hitchens
- Eva Mendes - Sara
- Kevin James - Albert
- Amber Valletta - Allegra Cole
- Julie Ann Emery - Casey
- Robinne Lee - Cressida
- Nathan Lee Graham - Geoff
- Adam Arkin - Max
- Michael Rapaport - Ben
- Jeffrey Donovan - Vance
- Dee Bradley Baker - Frank
- Justin Long - Valium
- Ray Wise - Ray
- Brian Calvin - Douglas
- Kevin Michael Richardson - Talbot
- Bill Hader - Dustin
- Frankie Muniz - Sean
- John Belushi - Kip
- Will Forte - Ian
- Brian Carlos - Steve
- Gary Valentine - Alvin
- Will Arnett - Justin
- Steve Martin - Carolyn
- John Goodman - Reese
- David Scwimmer - Jeff
- John Ratzenberger - Napoleon
- Bruno Campos - Aaron
- Dan Aykroyd - Vincent
- Jason Bateman - Andrew
- Paula Patton - Mandy
- Philip Bosco - Herr O'Brian
- Kevin Sussman - Neil
- Navia Nguyen - Mika
- Matt Malloy - Pete